# Pfarrkirche Pottenhofen

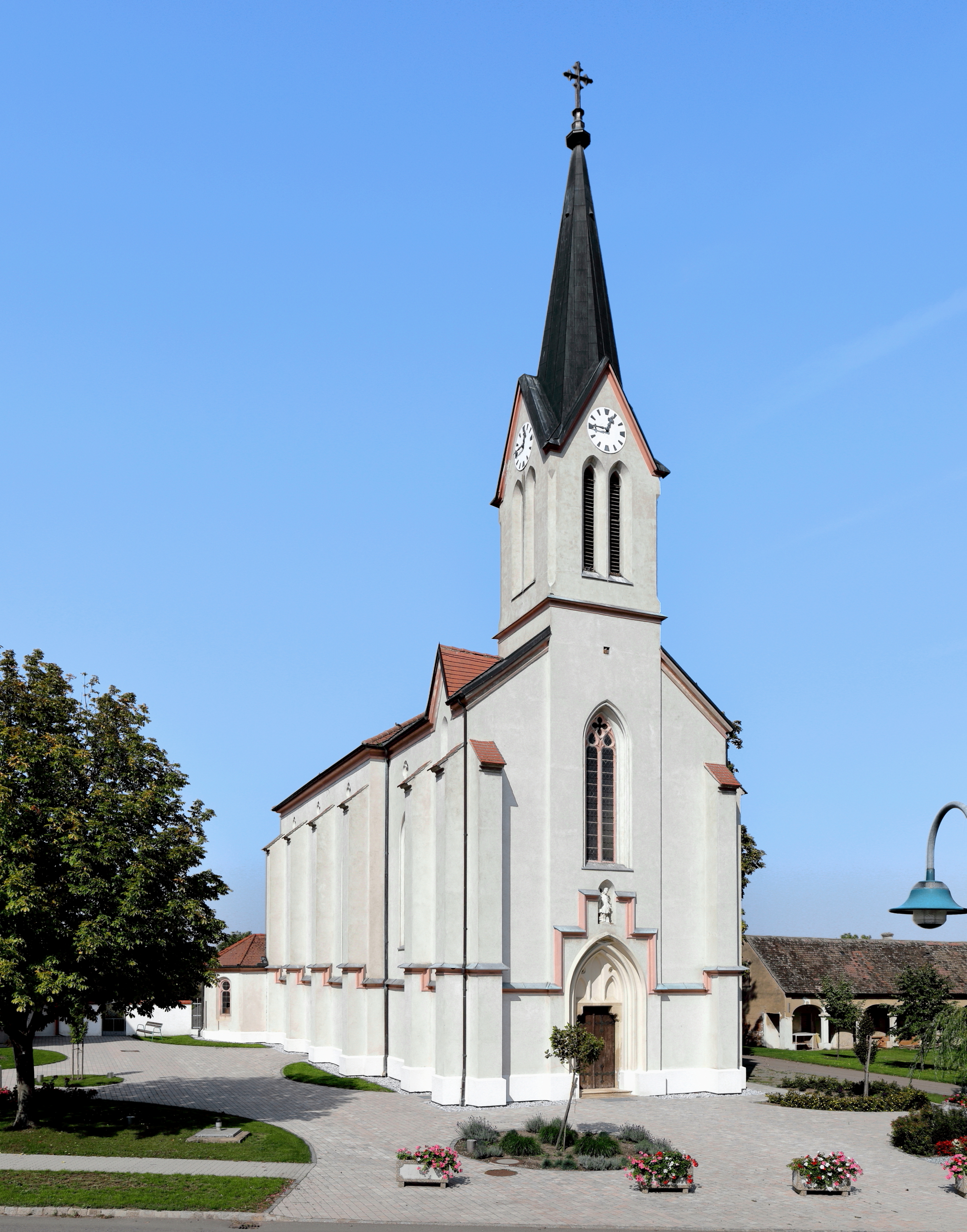
Südansicht der Pfarrkirche hl. Florian

Die römisch-katholische Pfarrkirche Pottenhofen (Patrozinium: hl. Florian) in der niederösterreichischen Gemeinde Wildendürnbach gehört zum Dekanat Laa-Gaubitsch. Die erste urkundliche Erwähnung von Pottenhofen als Pfarre stammt aus dem Jahr 1784.

## Pfarrkirche
Zur Zeit Joseph II. (2. Hälfte 18. Jahrhundert) entstand die erste Kapelle in Pottenhofen. 1859 wurde der heutige neugotische Bau mit einem Fassadenturm errichtet. Das Langhaus und der eingezogene Chor mit Fünfachtelschluss haben Strebepfeiler, ein umlaufendes Kaffgesims und zweibahnige Maßwerkfenster. Die Kirchenausrichtung ist SO–NW. Der in die südöstliche Eingangsfassade eingestellte Turm wird von einem achtseitigen Giebelspitzhelm bekrönt. Der Haupteingang ist ein Schulterbogenportal mit Spitzbogenrahmung und einer Nischenfigur des hl. Florian. Das vierjochige Langhaus und der Chor haben Kreuzrippengewölbe. Die Orgelempore ist mit Netzrippen unterwölbt. In den Fenstern befinden sich Glasmalereien vom Anfang des 20. Jahrhunderts. Der Hochaltar im NW ist ein dreiseitiger, neugotischer Schnitzaltar mit einem Altarblatt hl. Florian aus der zweiten Hälfte des 19. Jahrhunderts, flankiert von Figuren der Heiligen Petrus und Paulus. Die übrige Ausstattung stammt aus der Bauzeit um 1860.

## Pfarrgeschichte
Pottenhofens Mutterpfarre war ursprünglich Falkenstein und nachdem Ottenthal 1581 Pfarre geworden war, dieser zugehörig. Im Zuge der Josephinischen Kirchenreformen wurde Pottenhofen 1783 eine eigenständige Pfarre.
Der letzte Pfarrer in Pottenhofen war F. Wech (1935–1972). Ab 1972 wurde die Pfarre bis 2004 von Ottenthal betreut und seit 1. September 2004 ist Pottenhofen Teil des neuen Pfarrverbandes mit Wildendürnbach und Neuruppersdorf.
Die Orgel aus 1895 stammt von Johann M. Kauffmann.